# Lussac, Charente-Maritime

Lussac este o comună în departamentul Charente-Maritime, Franța. În 1 ianuarie 2022 avea o populație de 43 de locuitori.